# Centro Universitário Fundação Assis Gurgacz
O  Centro Universitário Fundação Assis Gurgacz (FAG) é uma instituição privada de ensino superior brasileira, com sede no município paranaense de Cascavel, que reúne campi e unidades de apoio no município base e em Toledo.
Em 2018 contava com doze mil alunos. É uma das instituições mais bem conceituadas do Brasil em diversos cursos e em sua estrutura física e de apoio, em particular nas áreas da saúde, engenharias e tecnologia em fotografia e comunicação.

## História
Criada em outubro de 1997 como Fundação Assis Gurgacz, a FAG é mantenedora de instituições privadas de ensino, do básico ao superior em áreas diversas, incluindo pós-graduação.
Suas atividades são financiadas com recursos obtidos da própria Fundação, cuja principal instituição de ensino superior é o Centro Universitário Assis Gurgacz, onde são oferecidos cursos de graduação nas unidades de Cascavel e Toledo, que passou a integrar o grupo em 2017, a partir da aquisição da Faculdade Sul Brasil (FASUL). Conta também com o Colégio FAG, voltado para o ensino básico e fundamental.

## Estrutura
Sua estrutura de apoio é composta por núcleos de prática jurídica, o Hospital Veterinário FAG, clínicas, estações de TV e de Rádio, laboratórios, incubadoras, além de mais de cem entidades conveniadas.
Mantém cursos de pós-graduação nas áreas de ciências da saúde e biológicas, ciências humanas, letras, linguística e artes, ciências sociais aplicadas, engenharias, ciências agrárias e ciências exatas e da terra, direito e cidadania, educação e gestão e negócios.